# Avatar (film 2009)
Avatar è un film del 2009 scritto, diretto, co-prodotto e co-montato da James Cameron.
È un colossal di fantascienza, che vede nel cast principale Sam Worthington, Zoe Saldana, Stephen Lang, Michelle Rodriguez, Giovanni Ribisi, Joel David Moore, CCH Pounder, Wes Studi, Laz Alonso e Sigourney Weaver. Realizzato totalmente in tre dimensioni, ha visto un'ampia diffusione in 3D e in 3D IMAX, venendo comunque distribuito anche nel classico formato 2D.
Il film ha stabilito diversi record di incassi, diventando anche il film con più incassi nella storia del cinema; è stato superato nel 2019 da Avengers: Endgame, ma è tornato al primo posto in classifica, grazie al mercato cinese, nel marzo 2021. Si è aggiudicato svariati premi cinematografici, tra cui tre premi Oscar 2010: miglior fotografia, miglior scenografia e migliori effetti speciali.

## Trama
Nel 2154 una compagnia interplanetaria terrestre, la RDA, è da alcuni anni all'opera su Pandora: un mondo primordiale, ricoperto da foreste pluviali, le cui flora e fauna sono di dimensioni superiori rispetto a quelle terrestri; tra le specie del pianeta, ve n'è una di umanoidi chiamati Na'vi. Essendo l'atmosfera tossica per gli umani, sono stati sviluppati gli avatar, cioè ibridi creati in laboratorio con geni umani e geni Na'vi; ogni avatar può essere utilizzato e controllato solo dall'essere umano il cui DNA è stato impiegato per comporlo. Il collegamento viene effettuato grazie a una speciale capsula tecnologica, dove il soggetto trasferisce coscienza e anima nell'avatar.
La RDA è interessata ai ricchi giacimenti di unobtainium, un cristallo ferroso che sarebbe la risposta ai gravi problemi energetici della Terra. Un abbondante giacimento è situato sotto l'insediamento del clan Na'vi degli Omaticaya, l'Albero Casa, che la RDA ha tentato di far allontanare attivando il programma avatar, guidato dalla dottoressa Grace Augustine, che è riuscita a insegnare la lingua umana ai Na'vi e ad apprendere la loro cultura, ma i rapporti si sono guastati dopo alcuni incidenti e la via diplomatica viene criticata dal dirigente Parker Selfridge e dal colonnello Miles Quaritch. Intanto, approda su Pandora Jake Sully, un ex-marine invalido che ha accettato di rimpiazzare il fratello gemello Tommy, uno scienziato a lungo addestratosi per pilotare un avatar ma che, poco prima di partire, è stato ucciso. Jake, lautamente pagato per sostituire Tommy, accetta l'offerta del colonnello Quaritch: in cambio di informazioni utili per un attacco militare, potrà sottoporsi a una costosa operazione chirurgica sulla Terra e riavere l'uso delle gambe.
Jake impara velocemente a controllare il proprio avatar e viene aggregato a una spedizione nella foresta con Grace, lo scienziato Norm Spellman e l'elicotterista Trudy Chacón. Il gruppo si imbatte in un Thanator, un feroce animale predatore, che attacca Jake, che si salva tuffandosi in un fiume, ma non riesce a ritrovare gli altri. Rimasto solo nella notte, Jake rischia di soccombere a un branco di Lupivipera, quando lo salva una guerriera Na'vi che lo stava spiando: è la principessa Neytiri degli Omaticaya, la quale si rivela capace di parlare la lingua umana, e dopo un "segno di Eywa", la divinità panica venerata dagli indigeni, conduce Jake all'Albero Casa. Qui Jake dichiara al capoclan Eytucan e alla compagna sciamana Mo'at, genitori di Neytiri, di voler conoscere usi e costumi Na'vi e, nonostante la diffidenza del guerriero Tsu'tey, il promesso compagno di Neytiri, gli viene concesso di rimanere. Sotto la guida di Neytiri, comincia ad apprendere nozioni sul popolo dei Na'vi.
Il gruppo si trasferisce al sito 26, un campo avanzato dotato di capsule. In tre mesi, Jake impara la lingua e le usanze Na'vi, diventando infine cacciatore dopo aver domato un Ikran; è così accolto dagli Omaticaya e corona anche il suo amore con Neytiri. A questo punto, la sua determinazione nella missione per conto di Quaritch vacilla, tanto che arriva a mettere fuori uso uno dei bulldozer della RDA impegnato a radere al suolo alcuni alberi sacri. Scoperto dal colonnello e da Selfridge e riportato alla base RDA, Jake li convince a tentare un'estrema trattativa con gli Omaticaya mentre Quaritch parte alla volta dell'Albero Casa per distruggerlo. Jake, affiancato da Grace, rivela al clan il vero motivo della sua presenza, provando a convincere gli Omaticaya a lasciare il villaggio: considerato un traditore, viene ripudiato con Grace. Subito dopo Quaritch, giunto con la propria nave comando Dragon e un gruppo di elicotteri, abbatte l'Albero Casa e provoca la morte di Eytucan. Intanto, nella base, il marine viene scollegato dall'avatar e incarcerato con Grace e Norm.
Con l'aiuto di Trudy e dello scienziato Max Patel, i tre fuggono a bordo dell'elicottero, ma Grace rimane gravemente ferita. Giunti al sito 26, prelevano il modulo con le capsule spostandolo vicino all'"Albero delle anime", il luogo più sacro agli Omaticaya. Jake decide di ritrovare il loro consenso compiendo un'impresa leggendaria: domare il Toruk/Leonopteryx, la più grande creatura volante su Pandora. Dopo esserci riuscito, Jake è riaccettato da Neytiri e dal clan e chiede aiuto per salvare Grace, la quale però muore nel corso del rituale. Jake raduna in un solo giorno quindici clan per combattere l'RDA. Nella battaglia finale, i Na'vi, dopo un iniziale successo, soccombono alla tecnologia nemica; Norm perde il suo avatar, Trudy viene abbattuta e Tsu'tey viene ucciso. Le creature di Pandora, però, influenzate dalla divinità Eywa, assaltano e sconfiggono gli umani; intanto, Jake distrugge il bombardiere sul punto di colpire l'Albero, per poi abbattere la Dragon. Quaritch combatte contro Jake con un esoscheletro da combattimento; inizialmente ha la meglio, ma, appena prima di ucciderlo, viene trafitto dalle frecce di Neytiri. I Na'vi raggiungono la base terrestre e impongono agli umani di lasciare Pandora; ad alcuni, tra cui Norm e Max, è concesso di rimanere. Jake, durante una cerimonia sacra con tutta la tribù sotto l'Albero delle Anime, lascia il suo corpo umano ed entra per sempre nel suo avatar.

## Personaggi

### Terrestri

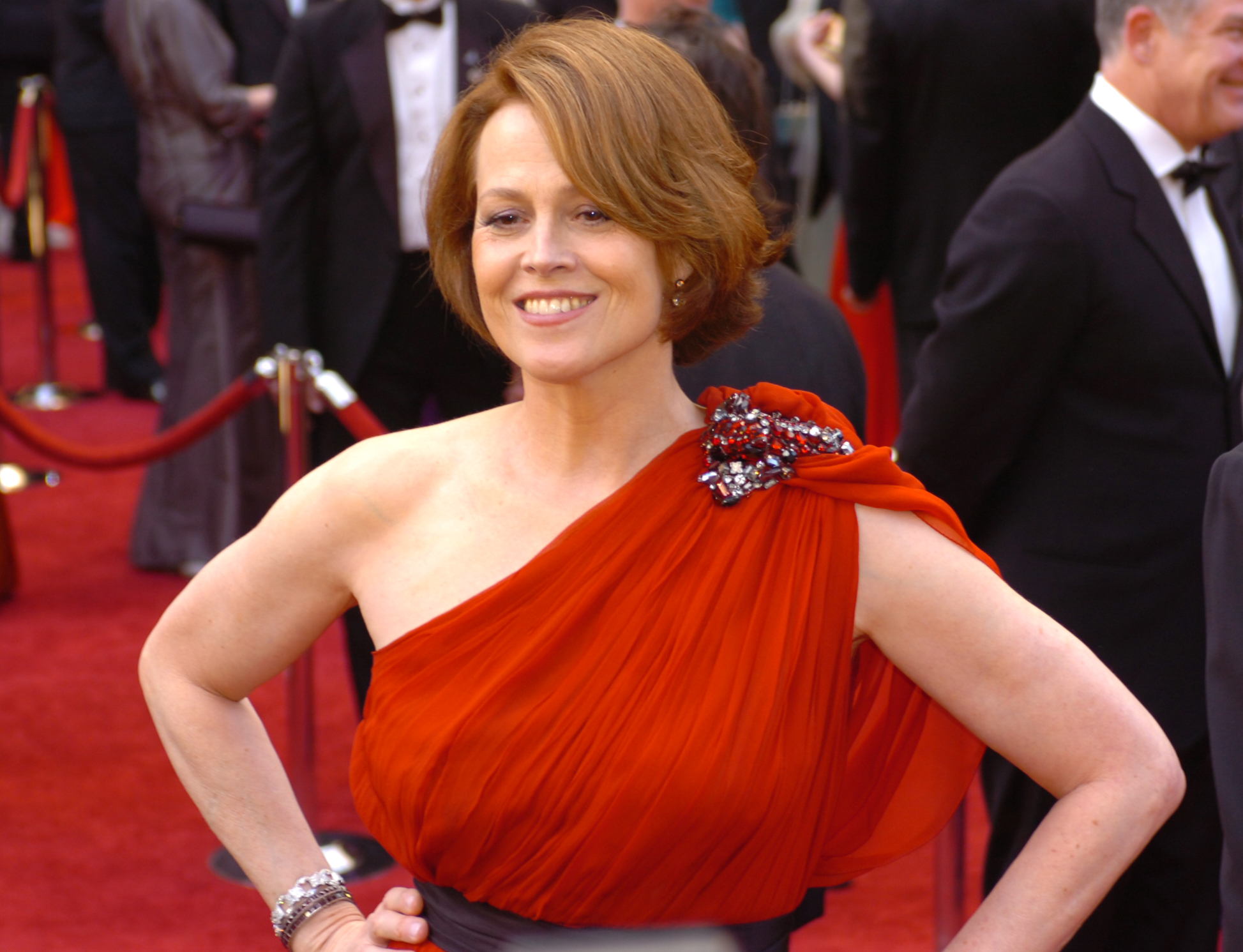
Sigourney Weaver sul red carpet degli Oscar 2010

- Jake Sully, interpretato da Sam Worthington: un ex marine invalido.[6] Cameron ha assegnato la parte all'attore australiano dopo una ricerca mondiale di un attore sconosciuto.[7]
- Colonnello Miles Quaritch, interpretato da Stephen Lang: il capo della sicurezza. Fedele al suo codice militare, ha un profondo disprezzo per gli abitanti di Pandora.[6] Tutto ciò lo porterà a perdere la lealtà di Jake che si unirà ai Na'vi per fermarlo. Verrà ucciso da Neytiri ponendo fine alla sua crudeltà una volta per tutte. Lang era stato scartato durante il provino per un altro film di Cameron, Aliens - Scontro finale (1986), ma il regista si è ricordato di lui e lo ha cercato per Avatar.[8]
- Trudy Chacón, interpretata da Michelle Rodriguez: una pilota militare di supporto al programma avatar.[6] Cameron voleva lavorare con la Rodriguez sin da quando l'aveva vista in Girlfight (2000).[8]
- Parker Selfridge, interpretato da Giovanni Ribisi: l'amministratore dell'impianto RDA.[6][9]
- Norm Spellman, interpretato da Joel David Moore: un antropologo affiliato al programma avatar. Arriva su Pandora insieme a Jake Sully e anche lui opera con un avatar.[6][10]
- Dottoressa Grace Augustine, interpretata da Sigourney Weaver: un'esobiologa che guida il programma avatar.[6] È la mentore di Jake Sully ed è sostenitrice dell'instaurazione di una relazione pacifica con i Na'vi, avendo anche istituito una scuola per insegnare loro l'inglese. Per interpretare la parte Sigourney Weaver ha dovuto tingere di rosso i propri capelli, che al naturale sono castani.[11]
- Dottor Max Patel, interpretato da Dileep Rao: uno scienziato che lavora per il programma avatar.[12]
- Caporale Lyle Wainfleet, interpretato da Matt Gerald: il capo del reparto di esoscheletri da combattimento, fedele braccio destro del colonnello Quaritch di cui condivide il disprezzo per i Na'vi.[13] Verrà ucciso dagli animali di Pandora inviati da Eywa per sconfiggere gli umani ostili ai Na'vi.

### Na'vi
- Neytiri, interpretata da Zoe Saldana: la principessa degli Omaticaya.[6] Il personaggio, come del resto tutti i Na'vi, è stato animato con il motion capture e, infatti, il suo aspetto è interamente generato al computer.[14]
- Mo'at, interpretata da CCH Pounder: la guida spirituale degli Omaticaya e madre di Neytiri, nonché consorte del capo della tribù Eytucan.[6][15]
- Eytucan, interpretato da Wes Studi: il capo della tribù degli Omaticaya, padre di Neytiri e compagno di Mo'at.[6]
- Tsu'tey, interpretato da Laz Alonso: l'erede al trono degli Omaticaya, destinato ad avere in sposa Neytiri.[6] Dopo aver incontrato Jake è ostile verso di lui e non crede che potrà essere uno di loro ma rimane stupito di come riesca in pochi mesi a imparare tutte le usanze del suo popolo e diventa suo rivale e di per sé Jake arriva a vederlo come un fratello. Quando scopre che Neytiri si è innamorata di Jake va su tutte le furie e attacca Jake per rabbia e gelosia e a nulla valgono i tentativi dell'umano di calmarlo che per fermarlo lo stende affermando che non è suo nemico. Alla fine quando Jake doma Toruk e ne diventa il padrone Tsu'tey finalmente accetta Jake come amico e fratello con cui combattere al suo fianco per fermare gli esseri umani ostili. Durante la battaglia finale rimane ferito gravemente e la sua treccia danneggiata in modo irreparabile e senza di essa non può più creare un legame con le creature di Pandora e se mai sopravvisse sarebbe una vergogna per sé stesso e perciò chiede a Jake di porre fine alle sue sofferenze e l'umano lo uccide a malincuore.

## Produzione

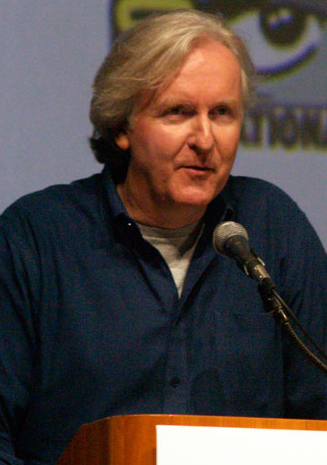
Il regista James Cameron introduce alcune scene di Avatar al San Diego Comic-Con International nel luglio 2009

### Sviluppo
Avatar è un progetto cinematografico ideato da James Cameron nel 1996: in quell'anno, il regista stese 80 pagine di copione, ma, nonostante le buone premesse e la volontà di portare sul grande schermo la sceneggiatura, dovette archiviare il tutto per dedicarsi al più concreto e tanto atteso Titanic. All'epoca dell'ispirazione, Cameron parlò di come avesse tratto l'idea dalla saga letteraria fantascientifica John Carter di Marte scritta da Edgar Rice Burroughs, e di come avrebbe voluto aggiornarla in chiave futuristica; in aggiunta disse che nella sua storia vedeva la rappresentazione del guerriero che affronta un ambiente alieno sfidando la paura della diversità.
Nel 1996 fu stimato che per costruire tutti gli scenari galattici e gli altri caratteri fantascientifici del progetto sarebbero serviti oltre 400000000 $, cifra all'epoca irraggiungibile anche per una produzione di alto livello: per il successivo film di Cameron Titanic verrà spesa circa la metà di tale costo stimato, rendendolo il film più costoso della storia del cinema fino a quel momento. Nell'agosto del 1996 Cameron dichiarò che sarebbe tornato a pensare ad Avatar dopo aver terminato Titanic e che un'ulteriore impresa nella realizzazione del mastodontico film sarebbe stato filmarlo interamente in digitale; altra notevole informazione fu la richiesta della società Digital Domain di curare gli effetti speciali visivi in futuro.
Nel 2005, durante un'intervista sui suoi progetti futuri, James Cameron affermò di volersi dedicare innanzitutto a Project 880 e a un adattamento di Alita l'angelo della battaglia. Project 880 era un film che Cameron intendeva sviluppare già da alcuni anni. La storia del film avrebbe visto protagonista un ex marine di nome Josh Sully (nome modificato in Jake in Avatar) e avrebbe coinvolto un pianeta Terra diventato quasi interamente industrializzato e completamente immerso nel caos, in cui gli esseri umani si cibano di alghe marine che vengono coltivate in mare e forniscono loro le proteine per sopravvivere. In questa prima fase di lavorazione, inoltre, l'avatar era un programma per addestrare i Na'vi come forza lavoro. A differenza di Avatar, in Project 880 Pandora veniva raffigurato come un pianeta con intelligenza propria, una forza della natura che considera gli umani dei nemici del pianeta stesso e dove è la volontà di Pandora a richiamare gli animali contro le forze degli umani. Cameron curò la sceneggiatura e avrebbe anche curato la regia. Dopo aver prodotto alcune bozze, il progetto è stato trasformato in Avatar, il cui titolo alternativo era proprio Project 880.
Cameron dichiarò di aver ripreso in considerazione la realizzazione di Avatar solo dopo aver visto gli enormi progressi fatti con la computer grafica. A tal proposito fece riferimento ai personaggi, ai quali collaborò come consulente grafico: Davy Jones dei Pirati dei Caraibi, agli scenari e alle battaglie de Il Signore degli Anelli, oltre al King Kong del 2005. Nel dicembre 2006, Cameron spiegò così il ritardo nella realizzazione del progetto avviato nel 1996:

### Pre-produzione
Tra gennaio e aprile 2006 Cameron contattò il noto linguista Paul Frommer allo scopo di creare una lingua artificiale da far utilizzare alla civiltà aliena presentata. La lingua Na'vi sembra essere di ordine Oggetto Verbo Soggetto e di tipo agglutinante; nello stesso periodo fu anche ultimata la sceneggiatura. Il budget finale dichiarato è di 387 milioni di dollari, di cui 237 per la produzione e 150 per promozione e marketing. Nel luglio 2006 fu annunciato che il film sarebbe stato distribuito a fine 2008 e che le riprese sarebbero iniziate a febbraio 2007. Stan Winston, già collaboratore di Cameron in passato, è stato assunto per disegnare e creare la modellistica di personaggi e ambienti. Sigourney Weaver, vecchia amica di Cameron (che l'aveva già diretta in Aliens - Scontro finale), è stata invece scelta come co-protagonista del film.
Nel settembre 2006 Cameron dichiarò che Project 880 sarebbe stato filmato interamente in 3D con la Reality Camera System, un sistema di ripresa appositamente sviluppato che consiste in due cineprese digitali ad alta definizione affiancate che riprendono contemporaneamente la stessa scena ma con due prospettive leggermente diverse, così da simulare i due occhi della vista umana e quindi cogliere anche le informazioni di profondità. A fine 2006 Cameron ha annunciato di voler rimandare il film al 2009 per migliorare l'estetica degli effetti speciali.

### Sceneggiatura
La sceneggiatura originale del film comprende diverse scene che nella versione cinematografica non sono state incluse.
- Norm Spellman e l'elicotterista dell'RDA Trudy Chacòn hanno una relazione amorosa, e ciò spiega perché alla fine del film la donna aiuta gli scienziati a scappare dalla base per rifugiarsi sulle Montagne Fluttuanti. Nelle ultime scene del film, qualche istante prima che l'elicottero che Trudy sta pilotando si schianti, dice "Norm, ti amo". Jake si accorge della storia tra i due quando, risvegliatosi da un link, li trova appartati.[26]
- Dopo che Jake Sully cattura il suo Ikran, nella sceneggiatura è presente una scena di festeggiamenti di gruppo con danze intorno al fuoco. Durante la serata Jake si avvicina a Tsu'Tey e i due si sfidano a una gara a chi beve di più, che Jake vince; Tsu'Tey in seguito sta per aprirsi con Jake, ma viene interrotto dall'arrivo di Neytiri che prende Jake e lo porta con sé a ballare. Nel film l'unico riferimento ai festeggiamenti per il compimento del rito di passaggio di Jake è un abbraccio di gruppo.[27]
- La rivalità tra Jake e Tsu'Tey è evidenziata anche in un altro segmento in cui Jake e Neytiri danzano intorno al fuoco e Tsu'Tey li guarda geloso. Nel frattempo, i genitori di Neytiri capiscono che la figlia si sta invaghendo di Jake e decretano che la cosa non può avvenire, perché Jake è considerato impuro e alieno, inoltre Neytiri è promessa a Tsu'Tey.[28]
- Una delle scene tagliate più importanti è quella in cui Jake vede le foto della dottoressa Augustine insieme ai bimbi Na'vi alla scuola. Domandatole cosa sia successo e come mai sia stata chiusa, gli viene spiegato che le due ragazzine che si vedono in foto sono Neytiri e sua sorella Sylwanin. Un giorno Sylwanin, che aveva smesso di venire alla scuola poiché arrabbiata per il disboscamento, aveva dato fuoco a un bulldozer assieme ad altri giovani cacciatori. Dopo averlo fatto, la giovane Na'vi e i compagni si erano rifugiati alla scuola di Grace, nella speranza che quest'ultima potesse proteggerli, ma la dottoressa non riuscì a impedire che i mercenari dell'RDA sparassero contro la scuola, uccidendo Sylwanin davanti a Neytiri. Dopo l'episodio la scuola viene chiusa e i Na'vi diventano ostili agli Avatar e ancor più agli umani. Questo spiega anche perché Neytiri inizialmente sia così ostile nei confronti di Jake. Inoltre, dopo aver terminato il racconto, Grace consiglia a Jake di non legarsi troppo alla nuova vita che conduce nel proprio Avatar, poiché sicuramente, quando l'Albero Casa sarà abbattuto, non potrà continuare.[29]
- Dopo che Jake ha catturato il suo Ikran, in realtà non ha ancora completato la prova per diventare uomo; questa consiste, infatti, nel mangiare un verme locale che si nutre della terra di Pandora per poi essere punto da una creatura simile a uno scorpione, il cui veleno provoca potenti visioni. Neytiri gli spiega che in queste visioni solitamente il Na'vi viene avvicinato da un animale, e si tratta di un segno premonitore che di solito lo accompagnerà per tutta la vita. Jake sogna Toruk, il gigantesco Ikran rosso, e al risveglio racconta al clan la sua visione, ma è molto imbarazzato perché pensa che sognare Toruk, "l'ultima ombra prima della morte", sia un segno di sventura; Mo'at, la sacerdotessa di Eywa, lo interrompe dicendo che la visione non è chiara, e Jake viene risparmiato dal raccontare la cosa a tutti gli altri.[30]
- Prima della cerimonia della visione, c'è una scena in cui Jake è in procinto di collegarsi al suo avatar, mentre Norm e la dottoressa Augustine gli sconsigliano di sottoporsi al rito, poiché nel verme vi sarebbe una potente neurotossina estremamente tossica per chi non è un Na'vi. Jake si dimostra determinato a continuare lo stesso, quindi la dottoressa gli ricorda nuovamente che non potrà mai essere davvero un Omaticaya, così come non potrà mai stare con Neytiri, mostrando di aver intuito il sentimento che lega i due giovani. Jake, pur vedendo la verità nelle parole di Grace, non cambia idea riguardo alla cerimonia perché la considera un rischio equo se significa avere una speranza in più di salvare l'amata e il clan.[31]
- Durante la scena di intimità tra Jake e Neytiri, la Na'vi dice di apprezzare i baci di Jake, ma che tra la sua gente c'è "qualcosa di meglio", riferendosi al legame che avviene unendo le trecce. A quel punto Jake capisce che Neytiri ha intuito che il suo vero corpo è altrove e ne rimane turbato, lei però lo tranquillizza dicendogli che l'importante è la compresenza delle loro due anime, cosa di cui è certa. Neytiri gli dice anche che, come per l'Ikran, lei e Jake adesso sono legati per la vita. Lui si irrigidisce, e realizza solo in quel momento la portata di ciò che sta vivendo.[32]
- Durante la battaglia finale Tsu'Tey cade nel vuoto, colpito dal mitra di un soldato. Nel film viene sottinteso che il guerriero sia morto, ma nella sceneggiatura è presente una scena in cui, terminata la battaglia, Mo'at chiama a sé Jake perché Tsu'Tey, in fin di vita, vuole parlargli. Questi gli dice di prendere le redini del clan ora che gli invasori sono scacciati, e di prendersi cura della sua gente, quindi poi implora Jake di dargli una morte rapida. Jake, dopo parecchia esitazione, lo pugnala recitando la preghiera di Eywa, come aveva fatto in precedenza per gli animali durante la caccia.[33]
- Nel film si vede che Jake, dopo mesi di vita da Na'vi, prova repulsione per il cibo umano – nella fattispecie per il burrito al microonde che la dottoressa Augustine lo costringe a mangiare per rimettersi in forze. Nella sceneggiatura ciò è spiegato facendo un paragone tra il cibo umano e il cibo cacciato dai Na'vi, che Jake mangia durante i link. Jake ha la nausea perché ha assaporato la cacciagione, mentre il burrito è considerato cibo "da larve".[34]
- L'ultima scena tagliata mostra, inizialmente, l'orbita di Pandora con l'ISV Venture Star, cioè l'astronave che ha portato Jake su Pandora, che fa partire i motori per riportare sulla Terra gli umani appena cacciati. Subito dopo, la scena si sposta nella foresta, in cui sono mostrati i Na'vi che pescano lungo un fiume mentre i bambini giocano nell'acqua e, in sottofondo, la voce narrante di Jake racconta di come sia la foresta che il cuore del Popolo stiano guarendo. La ripresa finale mostra Jake che si avvicina a Neytiri per appoggiare la mano sulla pancia di lei, che a sua volta risponde poggiando la propria mano sopra quella del compagno e lasciando così intendere che, come altre donne Na'vi mostrate durante la scena, Neytiri sia incinta.[35]

### Riprese
Le riprese del film sono iniziate il 16 aprile 2007 presso gli Street Stones Studios di Wellington in Nuova Zelanda e si sono concluse il 1º dicembre dello stesso anno. Nel giugno 2007 un gruppo di production designer è stato in visita all'impianto di trivelle Nobile Clyde Bourdeaux (Golfo del Messico) per filmarne, fotografarne e misurarne ogni perimetro; ciò è dovuto al fatto che per costruire la colonia di Avatar in digitale ci si è dovuti basare su un modello reale. Cameron ha invitato e condotto gli amici e colleghi Steven Spielberg e Peter Jackson a visitare il set una volta ultimato: essi sono stati i primi a poter testare l'innovativa tecnologia fotografica.
Il film è composto per il 60% da elementi virtuali creati al computer e per il restante 40% da elementi live-action. Il set di Avatar, chiamato il "Volume", è un teatro vuoto nel quale gli attori con tute e caschi speciali hanno girato le scene del film. Il film è stato girato nativamente e interamente in 3D, utilizzando cineprese progettate dallo stesso James Cameron, con la caratteristica innovativa di permettere al regista e agli attori di vedere in tempo reale le scene riprese in modo da poterne immediatamente correggere gli errori. Nell'aprile del 2009 a post-produzione ancora in corso sono state girate alcune riprese aggiuntive di 31 giorni presso gli studi di Playa Vista a Los Angeles.

### Effetti speciali
Nell'agosto 2006 la Weta Digital firmò un contratto con la 20th Century Fox per la realizzazione degli effetti speciali del film. Nello stesso mese, Stan Winston venne assunto come costumista. Per terminare gli effetti speciali, la Fox contattò anche la Industrial Light & Magic.

### Ambientazione

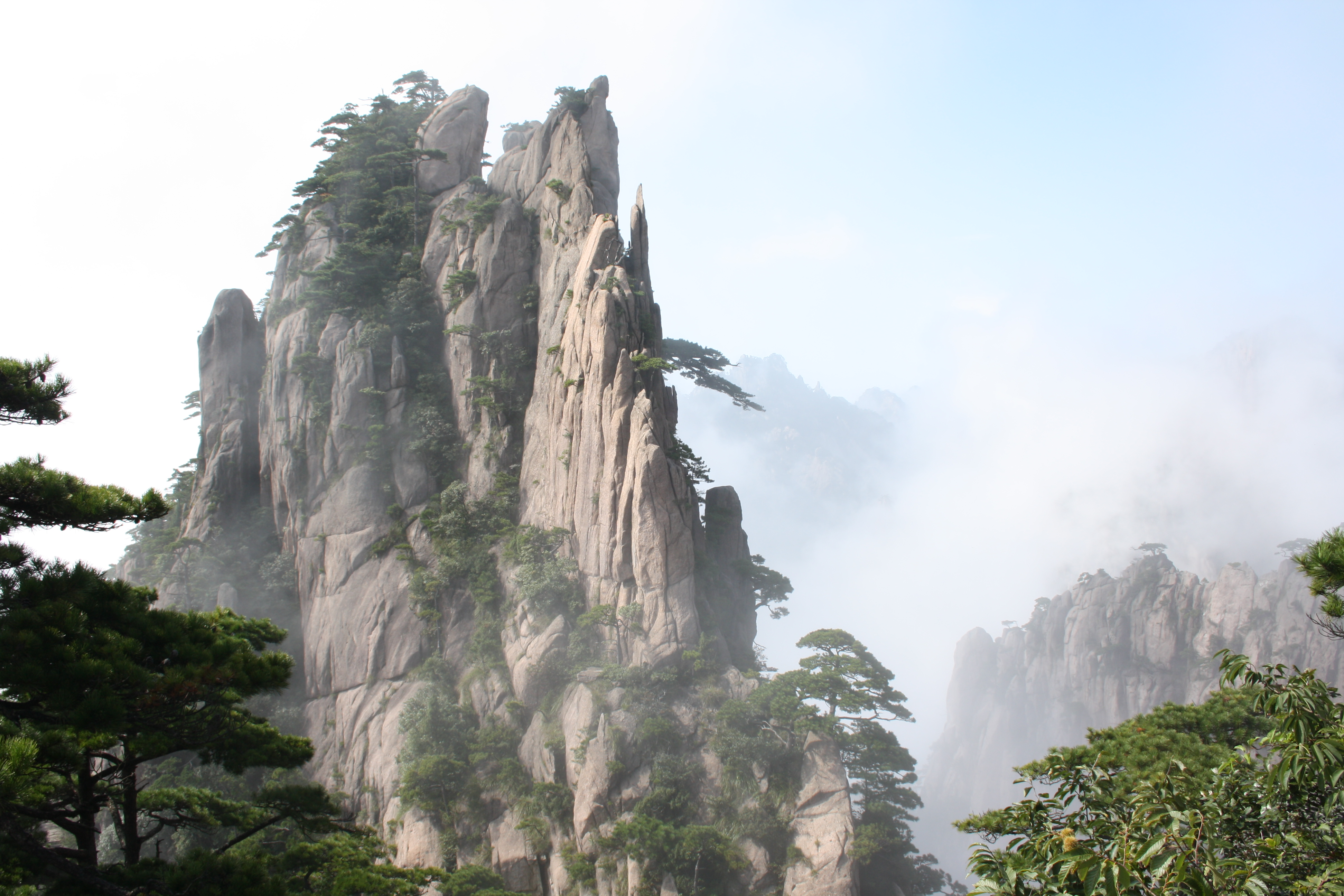
Le Montagne Fluttuanti di Pandora sono ispirate alle montagne cinesi dello Huangshan (in figura) e a un'area del Parco forestale nazionale Zhangjiajie

Il satellite Pandora (che prende il nome da un'omonima figura della mitologia greca) è l'ambientazione principale del film: dista dalla Terra 4,4 anni luce e fa parte del sistema stellare triplo Alfa Centauri. Pandora è una luna del pianeta gassoso Polifemo, il quale ha circa le dimensioni di Saturno. Il suo "sole" è la stella Alfa Centauri A. Ad eccezione dei Na'vi, sembra che su Pandora ogni animale abbia sei arti, di cui quattro nella parte anteriore del corpo e due in quella posteriore. Ogni animale inoltre è dotato di almeno un paio di appendici neurali che gli consentono di "interfacciarsi" con la rete di alberi e con altri animali, tramite un collegamento biochimico chiamato tsaheylu ("legame"). Su Pandora esiste poi un insieme di rilievi chiamati Monti Alleluia, conosciute dagli umani come Montagne Fluttuanti in quanto sospese a mezz'aria. Nel film non si spiega il fenomeno, anche se si lascia intuire che il galleggiamento sia dovuto al materiale di cui sono costituite e all'interazione dei campi magnetici di Pandora e Polifemo.
La presenza di montagne galleggianti nel cielo non è tuttavia un'invenzione originale: ne troviamo traccia anche ne I viaggi di Gulliver di Jonathan Swift, dove è descritta Laputa, l'isola volante ricavata da un diamante e governata da astronomi e matematici che non hanno alcun interesse per il profitto, e in Laputa - Castello nel cielo di Hayao Miyazaki. Il primo a rappresentare graficamente rocce e costruzioni sospese nel cielo fu il pittore surrealista belga René Magritte, in opere come La chiave di vetro (1959), Il castello dei Pirenei (1959) e La freccia di Zenone (1964).

## Colonna sonora
La colonna sonora è stata affidata a James Horner che ha già composto la musica di due film di Cameron, Aliens - Scontro finale e Titanic. L'album Avatar: Music from the Motion Picture è stato pubblicato il 15 dicembre 2009 sotto l'etichetta Atlantic Records, e contiene 14 tracce composte da James Horner, inclusa I See You (Theme from Avatar) cantata da Leona Lewis.

## Promozione
Il 20 agosto 2009 è stato distribuito il primo trailer del film, mentre un certo numero di cinema selezionati in tutto il mondo ha proiettato 16 minuti del film in 3D.

## Distribuzione

### Data di uscita
La 20th Century Fox ha annunciato la distribuzione cinematografica nei cinema IMAX e con proiettori digitali. Inizialmente l'uscita del film era prevista il 22 maggio 2009, ma è stata rimandata a dicembre per via dei lunghi tempi richiesti dalla post-produzione e per permettere una maggiore diffusione delle sale attrezzate per la proiezione e la visualizzazione da parte degli spettatori in 3D. Cameron, forte sostenitore del 3D come futuro del cinema, ha dichiarato che per avere un'esperienza più completa occorre guardare Avatar in tre dimensioni, poiché il film è stato da lui pensato e realizzato appositamente per essere visto in quel modo.
È stato distribuito nei cinema di tutto il mondo tra il 16 e il 18 dicembre 2009 (l'Italia e la Svizzera italiana, dove è uscito il 15 gennaio 2010, sono i penultimi Paesi al mondo in cui è stato distribuito). Il 15 gennaio 2010 è stato distribuito in 932 sale italiane, di cui 414 predisposte per il 3D. Il ritardo della proiezione in Italia è stato dovuto alla volontà della 20th Century Fox di non mettere la pellicola in concorrenza con i "cinepanettoni", i tipici film comici natalizi italiani interpretati da Christian De Sica e Leonardo Pieraccioni, preferendo puntare su Amelia. In Cina la distribuzione del film è stata limitata alla sola versione 3D.
Il 27 agosto 2010 Avatar è ritornato in edizione speciale nelle sale cinematografiche di Belgio, Inghilterra, Polonia, Russia, Spagna, Stati Uniti, India, Australia, Giappone, Corea del Sud, Messico e Argentina. Il film è stato riproposto con 9 minuti di scene inedite. Il 12 marzo 2021 il film è stato ridistribuito nei cinema cinesi, in modo tale da invogliare le persone a ritornare ad assistere alle proiezioni e far ripartire il settore cinematografico, fortemente colpito durante la pandemia di COVID-19.
Il 27 aprile 2022 è stato annunciato che sarebbe stato ridistribuito nei cinema a livello globale dal 23 settembre successivo e dal 22 settembre in Italia.

### Edizione italiana
La direzione del doppiaggio e i dialoghi italiani sono stati curati da Tonino Accolla, per conto della Technicolor spa.

## Accoglienza

### Incassi
Avatar ha incassato 785221649 $ nel Nord America e 2138484377 $ nel resto del mondo, per un totale di 2923706026 $, a fronte di un budget di produzione di $237 milioni.
Il 3 gennaio 2010, dopo soli 19 giorni dall'uscita, ha superato il miliardo di dollari d'incassi, battendo in velocità ognuno degli altri quattro film che fino ad allora avevano raggiunto quel traguardo. Pochi giorni dopo è diventato il secondo maggior incasso della storia del cinema, avendo raggiunto un incasso mondiale di 1135383229 $, 374445852 $ dei quali ottenuti solo negli Stati Uniti. Il 25 gennaio è diventato il maggior incasso della storia del cinema, avendo raggiunto un incasso mondiale di 1858866889 $, superiore ai 1843373318 $ finali ottenuti da Titanic, che deteneva il record da dodici anni. Il 31 gennaio, in soli 47 giorni, è diventato il primo film nella storia del cinema ad aver superato i due miliardi di dollari di incasso. Il 21 luglio 2019 l'incasso del film è stato superato da quello di Avengers: Endgame, scendendo al secondo posto nella classifica dei maggiori incassi, ma tornando al primo posto nel marzo 2021 grazie al mercato cinese.

#### Nord America

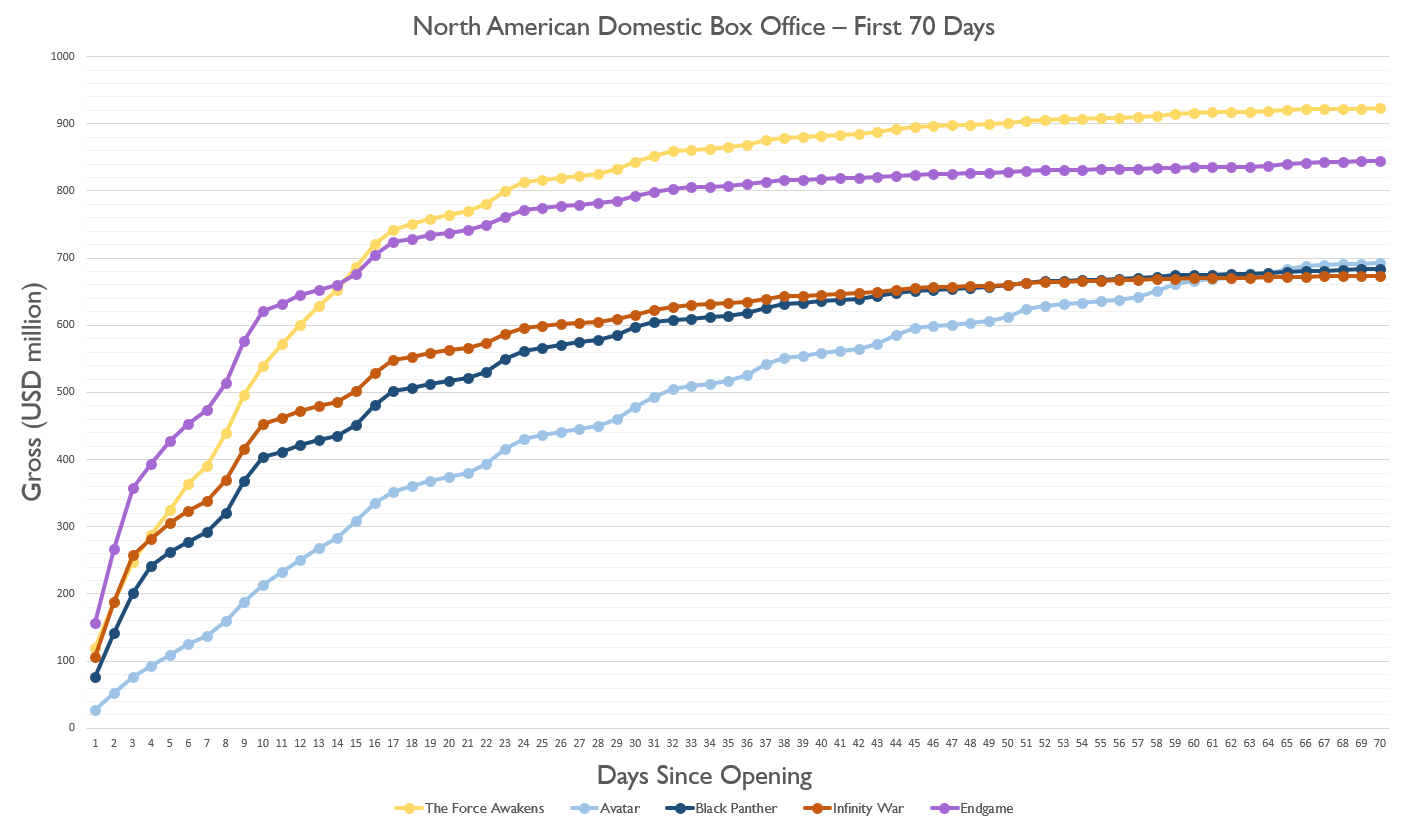
Gli incassi di Avatar (azzurro) nei loro primi 70 giorni di apertura in Nord America

Nel primo giorno di programmazione il film ha incassato $26,8 milioni in 3,452 schermi. Nel week-end d'esordio ha ottenuto il primo posto al botteghino incassando $77 milioni, mentre nella prima settimana ha incassato di $137,1 milioni. Ha mantenuto il primo posto anche nel secondo week-end con $75,6 milioni, nel terzo week-end con $68,5 milioni, nel quarto week-end con $50,3 milioni, nel quinto week-end con $42,8 milioni, nel sesto week-end con $34,9 milioni e nel settimo week-end con $31,3 milioni, per poi scendere al secondo posto nell'ottavo fine settimana con $22,9 milioni, battuto da Dear John di Lasse Hallström. Il film è il quarto maggior incasso di sempre in Nord America.

#### Internazionale
Nel resto del mondo ha incassato 2138484377 $ e i mercati maggiori sono stati Cina ($262,1 milioni), Francia ($181,8 milioni), Giappone ($174,2 milioni), Germania ($166,7 milioni), Regno Unito ($153,8 milioni), Russia ($117,2 milioni), Spagna ($112,8 milioni), Corea del Sud ($112,7 milioni) e Australia ($106,7 milioni). In Italia, nelle prime 24 ore di proiezione, ha incassato la cifra record di oltre 2,1 milioni di Euro con una distribuzione in 925 sale, 416 delle quali in 3D. Nel primo fine settimana di uscita in Italia ha incassato 9651703 €, mentre l'incasso totale è stato di 68675722 €, facendolo così diventare il film con il maggiore incasso in Italia.

### Critica
Il film è stato accolto positivamente dalla critica. Sull'aggregatore di recensioni Rotten Tomatoes ha una percentuale di gradimento dell'82%, con un voto medio di 7,5 su 10 basato su 336 recensioni; il consenso critico del sito recita: «può risultare più impressionante sul livello tecnico rispetto a quello narrativo, ma Avatar ribadisce il dono singolare di James Cameron per il cinema immaginativo e avvincente». Su Metacritic ha un punteggio di 83 su 100 basato su 38 recensioni.

#### Critica statunitense
Roger Ebert del Chicago Sun-Times ha definito il film "straordinario" e gli ha conferito quattro stelle su quattro. Ha affermato: «Guardando Avatar, mi sentivo come quando vidi Guerre stellari nel 1977». Come Guerre stellari e Il Signore degli Anelli - La Compagnia dell'Anello, il film «utilizza una nuova generazione di effetti speciali». Anche A. O. Scott di At the Movies ha comparato la visione del film a quella di Guerre stellari. Ha affermato che «il copione è un po' [...] ovvio», ma che «fa parte di ciò che lo ha fatto funzionare». Todd McCarthy di Variety ha lodato il film: «il Re del Mondo ha mirato a creare interamente un altro mondo in Avatar, ed è un posto che è veramente da visitare». Kirk Honeycutt di The Hollywood Reporter ha dato del film una recensione positiva. Ha dichiarato che «Lo schermo è vivo con più azione e la colonna sonora risuona con una musica più potente rispetto a una qualsiasi dozzina di sparatutto fantascientifici che si possa menzionare». Il critico di Rolling Stone Peter Travers ha apprezzato il film, e gli ha dato 3,5 su 4 stelle. Nella sua recensione di stampa ha scritto che il film «allarga le possibilità di ciò che un film possa fare. Il talento di Cameron può essere tanto grande quanto i suoi sogni». Richard Corliss del Time ha dichiarato che il film è «sicuramente la creazione più intensa e convincente di un mondo fantastico mai visto nella storia del cinema». Kenneth Turan del Los Angeles Times pensa che il film ha effetti visivi «potenti», ma un «dialogo piatto» e delle «caratterizzazioni ovvie». James Berardinelli, critico di ReelViews, ha lodato il film e la sua storia dandogli un pieno voto e affermando: «In 3D, è coinvolgente – ma i tradizionali elementi del film – storia, personaggi, editing, tematiche, risonanza emotiva, ecc. – sono presentati con un'abilità sufficiente a rendere anche la versione in 2D un'avvincente esperienza di due ore e mezza».
Anche le tematiche sociali e politiche di Avatar hanno attirato interesse. Armond White del New York Press ha scritto che Cameron ha usato malvagi personaggi americani distorcendo gli aspetti del militarismo, del capitalismo e dell'imperialismo. Il primo presidente indigeno della Bolivia, Evo Morales, ha apprezzato Avatar per la sua «profonda dimostrazione di resistenza al capitalismo e la lotta per la difesa della natura». Russell D. Moore di The Christian Post ha concluso che esiste una propaganda nel film e ha dichiarato: «Se tu riesci a far alzare una sala piena di gente nel Kentucky e a farle applaudire la sconfitta del loro paese in guerra, allora devi avere degli effetti speciali straordinari». Adam Cohen del New York Times ha invece definito il messaggio anti-imperialista del film «una versione del XXII secolo dei coloni americani contro i britannici, dell'India contro il Raj, o dell'America Latina contro l'United Fruit». Ross Douthat del The New York Times ha espresso l'opinione che il film sia «la lunga apologia di Cameron per il panteismo – una fede che equipara Dio alla Natura, e richiama l'umanità a una comunione religiosa con il mondo naturale», che «è la scelta religiosa di Hollywood ormai da una generazione».
In termini di similitudine, il critico Ty Burr del The Boston Globe lo ha definito "lo stesso film" di Balla coi lupi. Elementi paralleli al concetto e all'uso di un avatar sono presenti nel racconto di Poul Anderson del 1957 intitolato Call Me Joe, dove un uomo paralizzato usa la propria mente per controllare a distanza un corpo alieno. Altre recensioni lo hanno paragonato ai film FernGully - Le avventure di Zak e Crysta, L'ultimo samurai e Pocahontas. L'opinionista David Brooks l'ha definita una storia "spesso ripetuta". In questa metafora, ha dichiarato «un avventuriero virile e giovane [...] si addentra in una regione selvaggia in cerca di emozioni e di profitto», ma trova il popolo nativo della regione «nobile, spirituale e puro. E così [...] egli emerge come il loro Messia, conducendoli in una giusta crociata contro la sua stessa, corrotta civiltà». Cameron ha riconosciuto che il film è tematicamente simile ai classici film going-native ("divenire nativo") come Balla coi lupi e Giocando nei campi del Signore. Le varie interpretazioni del film hanno portato Michael Phillips del Chicago Tribune a etichettarlo come la "macchia di Rorschach della stagione".
Il blog cinematografico /Film ha raccolto una lista di citazioni relative ad Avatar da parte di quattordici scrittori e registi di Hollywood. Da parte di Steven Spielberg: «Il più suggestivo e sorprendente film di fantascienza dai tempi di Guerre stellari». Frank Wilson Marshall ha scritto: «Avatar è audace e maestoso. È veramente straordinario». Richard Kelly ha definito il film "sbalorditivo". John August l'ha definito una "master class". Michael Moore ha consigliato: «Andate a vedere Avatar, un film brillante [per] i nostri tempi». L'unica reazione negativa nella lista è da parte di Duncan Jones: «non è tra i miei tre film preferiti di Jim Cameron. [...] a che punto del film avete avuto qualche dubbio su cosa sarebbe successo subito dopo?»

#### Critica italiana
Il database cinematografico MYmovies riporta quattro stelle su cinque in base al voto del pubblico e ai giudizi dei dizionari di cinema, e tre stelle e mezzo su cinque in base a un ampio campione di recensioni raccolte. Tra le critiche più dure, invece, compare quella de L'Osservatore Romano, periodico ufficiale della Città del Vaticano. In esso, il giornalista Gaetano Vallini afferma che nel film è presente «tanta stupefacente tecnologia da incantare, ma poche emozioni vere», riducendo il tutto a «una parabola antimperialista e antimilitarista facile facile, appena abbozzata». Luca Pellegrini di Radio Vaticana critica, inoltre, la concezione panteistica che si cela dietro alla storia: «il film strizza abilmente l'occhio a tutte quelle pseudo-dottrine che fanno dell'ecologia la religione del millennio. La natura non è più la creazione da difendere, ma la divinità da adorare, mentre la trascendenza si svuota materializzandosi in una pianta e nelle sue bianche liane che nutre gli spiriti diramandosi nella forma di un vero e proprio panteismo». Pellegrini conclude la propria recensione ribadendo il dubbio che Avatar possa segnare la storia del cinema.
Una riflessione sul rapporto tra Avatar e il mondo della disabilità è quella proposta dall'agenzia stampa SIR (Servizio Informazione Religiosa) della Conferenza Episcopale Italiana: «Cameron racconta un mondo alla rovescia, in cui l'alieno e il diverso sono dentro di noi, si mescolano e si scambiano fino a confondersi; ed è proprio un diverso il protagonista di Avatar: diverso dagli uomini del suo mondo, perché vive su una sedia a rotelle; diverso dagli abitanti di Pandora, popolo extraterrestre dalla pelle azzurra e dal fisico imponente; diverso da sé stesso, con quella doppia vita che il destino gli ha riservato». Per questo, scrive il giornalista Riccardo Benotti, «Avatar non è un film sulla disabilità ma un film con la disabilità».

### Primati
- È il film con maggiori incassi nella storia del cinema.[4]
- È il maggior incasso della 20th Century Fox (record detenuto anche dalla Walt Disney Company, avendo acquistato lo studio).
- È il primo film nella storia del cinema ad aver incassato due miliardi di dollari.[66]
- È il maggior incasso mondiale del 2009.[113]
- È il maggior incasso internazionale del 2009.[114]
- È il maggior incasso nel Nord America del 2009.[115]
- È il film con maggiori incassi in Italia.[116]

## Riconoscimenti
- 2010 - Premio Oscar[5]
  - Migliore fotografia a Mauro Fiore
  - Migliore scenografia a Rick Carter, Robert Stromberg e Kim Sinclair
  - Migliori effetti speciali a Joe Letteri, Stephen Rosenbaum, Richard Baneham e Andrew R. Jones
  - Candidatura per il miglior film a James Cameron e Jon Landau
  - Candidatura per il miglior regista a James Cameron
  - Candidatura per il miglior montaggio a Stephen E. Rivkin, John Refoua e James Cameron
  - Candidatura per il miglior sonoro a Christopher Boyes, Gary Summers, Andy Nelson e Tony Johnson
  - Candidatura per il miglior montaggio sonoro a Christopher Boyes e Gwendolyn Yates Whittle
  - Candidatura per la migliore colonna sonora a James Horner
- 2010 - Golden Globe[117]
  - Miglior film drammatico
  - Miglior regista a James Cameron
  - Candidatura per la migliore colonna sonora a James Horner
  - Candidatura per la migliore canzone (I See You) a Simon Franglen, James Horner e Kuk Harrell
- 2010 - Premio BAFTA[118]
  - Migliore scenografia a Rick Carter, Robert Stromberg e Kim Sinclair
  - Migliori effetti speciali a Joe Letteri, Stephen Rosenbaum, Richard Baneham e Andrew R. Jones
  - Candidatura per il miglior film a Jon Landau e James Cameron
  - Candidatura per il miglior regista a James Cameron
  - Candidatura per la migliore fotografia a Mauro Fiore
  - Candidatura per il miglior montaggio a Stephen E. Rivkin, John Refoua e James Cameron
  - Candidatura per il miglior sonoro a Addison Teague, Christopher Boyes, Gary Summers, Andy Nelson e Tony Johnson
  - Candidatura per la migliore colonna sonora a James Horner
- 2009 - Austin Film Critics Award
  - Candidatura per il miglior film
- 2009 - British Society of Cinematographers
  - Candidatura per la migliore fotografia a Mauro Fiore
- 2009 - Chicago Film Critics Association
  - Candidatura per la miglior fotografia a Mauro Fiore
  - Candidatura per la miglior colonna sonora originale a James Horner
- 2009 - Critics' Choice Awards
  - Miglior film d'azione
  - Migliore scenografia
  - Migliore fotografia a Mauro Fiore
  - Miglior montaggio a Stephen E. Rivkin e John Refoua
  - Miglior sonoro
  - Migliori effetti speciali
  - Candidatura per il miglior film
  - Candidatura per il miglior regista a James Cameron
  - Candidatura per il miglior trucco
- 2009 - Florida Film Critics Circle Awards
  - Migliore fotografia a Mauro Fiore
- 2009 - Las Vegas Film Critics Society
  - Migliore scenografia
- 2009 - Los Angeles Film Critics Association
  - Candidatura per la migliore scenografia a Rick Carter e Robert Stromberg
- 2009 - New York Film Critics Circle Awards
  - Candidatura per la migliore fotografia a Mauro Fiore
- 2009 - Phoenix Film Critics Society Awards
  - Migliore fotografia a Mauro Fiore
  - Migliore scenografia a Rick Carter e Robert Stromberg
  - Miglior montaggio a James Cameron, John Refoua e Stephen E. Rivkin
  - Migliori effetti speciali
- 2009 - San Diego Film Critics Society Awards
  - Candidatura per il miglior regista a James Cameron
- 2009 - Visual Effects Society Award
  - Migliori effetti visivi in un film in cui sono predominanti a Joe Letteri, Joyce Cox, Eileen Moran e Richard Baneham
  - Miglior effetto visivo singolo dell'anno a Joe Letteri, Joyce Cox, Eileen Moran e Thelvin Cabezas (Neytiri che beve)
  - Miglior personaggio animato in un film a Joe Letteri, Andrew R. Jones, Jeff Unay e Zoe Saldana (Neytiri)
  - Miglior matte painting in un film a Yvonne Muinde, Brenton Cottman, Peter Baustaedter e Jean-Luc Azzis (Pandora)
  - Migliori modelli e miniature in un film a Simon Cheung, Paul Jenness, John Stevenson-Galvin e Rainer Zoettl (Casa Samson, Montagne Fluttuanti, Ampsuit)
  - Migliore ambientazione creata per un film a Eric Saindon, Shadi Almassizadeh, Dan Cox e Ula Rademeyer (Giungla/Biolume)
  - Candidatura per il miglior effetto visivo singolo dell'anno a John Knoll, Jill Brooks, Frank Losasso Petterson e Tory Mercer (Fuga di Quaritch)
  - Candidatura per la migliore ambientazione creata per un film a Dan Lemmon, Keith F. Miller, Cameron Smith e Jessica Cowley (Montagne Fluttuanti)
  - Candidatura per la migliore ambientazione creata per un film a Guy Williams, Thelvin Cabezas, Daniel Macarin e Miae Kang (Radura di Willow)
  - Candidatura per il best compositing in un film a Erik Winquist, Robin Hollander, Erich Eder e Giuseppe Tagliavini
  - Candidatura per il best compositing in un film a Eddie Pasquarello, Beth D'Amato, Todd Vaziri e Jay Cooper (Battaglia finale)
- 2010 - AACTA Award
  - Miglior attore internazionale a Sam Worthington
- 2010 - American Society of Cinematographers
  - Candidatura per la migliore fotografia a Mauro Fiore
- 2010 - Art Directors Guild
  - Migliore scenografia
- 2010 - BET Awards
  - Candidatura per il miglior film
  - Candidatura per la miglior attrice protagonista a Zoe Saldana
- 2010 - Black Reel Awards
  - Candidatura per la miglior attrice non protagonista a Zoe Saldana
- 2010 - Casting Society of America
  - Candidatura per il miglior casting per un film drammatico a Margery Simkin e Mali Finn
- 2010 - Cinema Audio Society
  - Candidatura per il miglior sonoro a Christopher Boyes, Gary Summers, Andy Nelson e Tony Johnson
- 2010 - Cinema Brazil Grand Prize
  - Premio del pubblico al miglior film straniero a James Cameron
  - Candidatura per il miglior film straniero a James Cameron
- 2010 - Costume Designers Guild Awards
  - Candidatura per i migliori costumi per un film fantasy a Mayes C. Rubeo e Deborah Lynn Scott
- 2009 - Dallas-Fort Worth Film Critics Association
  - Candidatura per il miglior film
- 2010 - David di Donatello
  - Candidatura per il miglior film straniero a James Cameron
- 2010 - Directors Guild of America
  - Candidatura per il miglior regista a James Cameron
- 2010 - Eddie Awards
  - Candidatura per il miglior montaggio in un film drammatico a Stephen E. Rivkin, John Refoua e James Cameron
- 2010 - Empire Awards
  - Miglior film
  - Miglior regista a James Cameron
  - Miglior attrice protagonista a Zoe Saldana
  - Candidatura per il miglior film fantasy
  - Candidatura per il miglior attore protagonista a Sam Worthington
- 2010 - Environmental Media Awards
  - Miglior film
- 2010 - Golden Reel Awards
  - Miglior montaggio sonoro in un lungometraggio
  - Miglior montaggio sonoro (Effetti sonori)
  - Candidatura per il miglior montaggio sonoro (Dialoghi e ADR)
- 2010 - Irish Film and Television Award
  - Candidatura per il miglior film internazionale
- 2010 - London Critics Circle Film Awards
  - Candidatura per il film dell'anno
  - Candidatura per il regista dell'anno a James Cameron
- 2010 - MTV Movie & TV Awards
  - Candidatura per il miglior film
  - Candidatura per la miglior performance femminile a Zoe Saldana
  - Candidatura per il miglior combattimento a Stephen Lang e Sam Worthington
  - Candidatura per il miglior bacio a Zoe Saldana e Sam Worthington
  - Candidatura per il miglior cattivo a Stephen Lang
- 2010 - NAACP Image Award
  - Candidatura per la miglior attrice non protagonista a Zoe Saldana
- 2010 - Nastro d'argento
  - Migliore film in 3D
- 2010 - National Society of Film Critics
  - Candidatura per la migliore scenografia a Rick Carter
- 2010 - Nickelodeon Kids' Choice Awards
  - Candidatura per la miglior coppia a Zoe Saldana e Sam Worthington
  - Candidatura per la miglior attrice protagonista a Zoe Saldana
- 2010 - Nikkan Sports Film Awards
  - Film più popolare
- 2010 - Online Film Critics Society Awards
  - Candidatura per il miglior regista a James Cameron
  - Candidatura per la migliore fotografia a Mauro Fiore
  - Candidatura per il miglior montaggio a John Refoua e Stephen E. Rivkin
- 2010 - Premio César
  - Candidatura per il miglior film straniero a James Cameron
- 2010 - Premio Hugo
  - Candidatura per la miglior rappresentazione drammatica (forma lunga) a James Cameron
- 2010 - Producers Guild of America Awards
  - Candidatura per i produttori dell'anno a James Cameron e Jon Landau
- 2010 - Rembrandt Awards
  - Miglior film internazionale
- 2010 - Saturn Award
  - Miglior film di fantascienza
  - Miglior regia a James Cameron
  - Miglior attore protagonista a Sam Worthington
  - Miglior attrice protagonista a Zoe Saldana
  - Miglior attore non protagonista a Stephen Lang
  - Miglior attrice non protagonista a Sigourney Weaver
  - Miglior sceneggiatura a James Cameron
  - Migliore scenografia a Rick Carter e Robert Stromberg
  - Miglior colonna sonora a James Horner
  - Migliori effetti speciali a Joe Letteri, Robert Rosenbaum, Richard Baneham e Andrew R. Jones
- 2010 - Teen Choice Awards
  - Miglior film sci-fi
  - Miglior attore di film sci-fi a Sam Worthington
  - Miglior attrice di film sci-fi a Zoe Saldana
  - Candidatura per il miglior combattimento a Sam Worthington e Stephen Lang
  - Candidatura per la miglior crisi isterica a Giovanni Ribisi
  - Candidatura per il miglior cattivo a Stephen Lang
- 2010 - World Soundtrack Awards
  - Candidatura per la miglior canzone originale (I See You) a Leona Lewis, Kuk Harrell, Simon Franglen e James Horner
  - Candidatura per la compilation della miglior colonna sonora a James Horner
- 2010 - World Stunt Awards
  - Candidatura per la miglior coordinazione di Stunt e/o Direttore delle Unità in seconda a Stuart Thorp, Garrett Warren e Allan Poppleton
- 2010 - Writers Guild of America
  - Candidatura per la miglior sceneggiatura originale a James Cameron
- 2011 - Awards of the Japanese Academy
  - Miglior film straniero
- 2011 - Grammy Award
  - Candidatura per la miglior colonna sonora a James Horner
  - Candidatura per la miglior canzone (I See You) a James Horner, Kuk Harrell, Simon Franglen e Leona Lewis
- 2011 - SFX Awards
  - Candidatura per il miglior film a James Cameron
  - Candidatura per il miglior regista a James Cameron
  - Candidatura per la miglior attrice protagonista a Zoe Saldana

## Influenza culturale
La notorietà del film e la sua complessità scenica, soprattutto nella creazione delle sue creature, ha ispirato il paleontologo Xiaolin Wang nel battezzare un nuovo genere di pterosauro in onore del film: Ikrandraco avatar, chiamato così in onore delle cavalcature volanti di Pandora, poiché anch'esso possiede una curiosa cresta ossea nella mascella inferiore.

## Altri media

### Videogiochi
La Ubisoft ha realizzato un videogioco adattato dal film intitolato James Cameron's Avatar: Il gioco, pubblicato il 1º dicembre 2009 e accolto freddamente dalla critica specializzata.

### Libri
È anche uscito un libro, intitolato L'universo di Avatar. Genesi del capolavoro di James Cameron, pubblicato in Italia il 25 novembre 2009 dall'editore Il Castoro. Il volume, scritto da Lisa Fitzpatrick e corredato da numerosi disegni e bozze, tratta principalmente del lavoro artistico che ha preceduto la realizzazione del film.

### Fumetti
Nel novembre 2010 è uscito Avarat, parodia del film realizzata dal fumettista italiano Leo Ortolani.

### Parchi a tema
A inizio 2014 sono iniziati i lavori per un parco-zona tematico basato sul film, presso il complesso divertimenti Walt Disney World Resort di Orlando, intitolato "Pandora – The World of Avatar", ed è stato aperto al pubblico il 27 maggio 2017.

## Sequel
Nel 2006 Cameron ha dichiarato che, se il film avesse avuto successo, sarebbero stati probabilmente realizzati due sequel, e dopo il successo ottenuto ha confermato la concreta possibilità di girarli. Il regista ha affermato che l'arco della storia sviluppato per Avatar è abbastanza ampio da coprire i film futuri, possibilità che ha considerato sin dall'inizio, arrivando a includere nel film alcune scene che lo collegano a una continuazione. Nel febbraio 2010 Cameron ha parlato del primo sequel, affermando che non sarebbe stato ambientato solamente su Pandora, ma anche su altre lune del gigante gassoso Polifemo; nell'aprile 2010 ha dichiarato che sarebbe stato ambientato negli oceani di Pandora, non utilizzati come ambientazione del primo film.
Nel giugno 2014 Cameron ha dichiarato che i sequel sarebbero stati tre e che la fase di scrittura è stata contemporanea per tutti i film, rivelando anche di essersi avvalso di un team di sceneggiatori (Josh Friedman, Shane Salerno, Rick Jaffa e Amanda Silver) con i quali ha lavorato per cinque mesi per il progetto dell'intera trilogia. Nell'aprile 2016 Cameron ha rivelato che i sequel saranno quattro. Nel febbraio 2017 Avatar 2 è entrato in produzione, con le riprese che sono iniziate nel settembre 2017; nel novembre 2018 sono terminate le riprese principali di due dei quattro sequel.
Nel novembre 2017 Cameron ha affermato che non è sicuro che i capitoli quattro e cinque verranno realizzati e che tutto dipenderà da che riscontro avranno i capitoli due e tre, essendo tutti film auto-conclusivi, e che se l'accoglienza per queste pellicole fosse positiva realizzerà anche i due capitoli finali. Nel gennaio 2023 è stato confermato che saranno realizzati anche il quarto e il quinto capitolo, visto il grande successo del secondo. Il primo dei sequel, Avatar - La via dell'acqua, è uscito il 14 dicembre 2022 in Italia e il 16 dicembre negli Stati Uniti, mentre Avatar 3 è previsto per il 19 dicembre 2025 negli Stati Uniti; Avatar 4 e Avatar 5 sarebbero invece previsti per il 21 dicembre 2029 e il 19 dicembre 2031.